# كندريك بورتون
كندريك بورتون (بالإنجليزية: Kendrick Burton)‏ هو لاعب كرة قدم أمريكية أمريكي، ولد في 7 سبتمبر 1973 في ديكاتور في الولايات المتحدة.

## وصلات خارجية
- كندريك بورتون على موقع مرجع كرة القدم المحترفة.كوم (الإنجليزية)